# Liste der deutschen Botschafter in Bolivien
Die Liste der deutschen Botschafter in Bolivien enthält die jeweils ranghöchsten Vertreter des Deutschen Reichs und der Bundesrepublik Deutschland in Bolivien. Sitz der Botschaft ist in La Paz.

## Deutsches Reich
| Name                                                                                     | Amtszeit  | Anmerkungen                             |
| ---------------------------------------------------------------------------------------- | --------- | --------------------------------------- |
| Gustav Michahelles                                                                       | 1902–1904 | als Gesandter in Lima akkreditiert      |
| August Freiherr von Brück                                                                | 1904–1906 | Ministerresident                        |
| Gustav Michahelles                                                                       | 1906      |                                         |
| Elmershaus von Haxthausen                                                                | 1906–1910 |                                         |
| Wilhelm von Sanden                                                                       | 1911–1917 |                                         |
| am 19. Apr. 1917 Abbruch der diplomatischen Beziehungen, am 4. Febr. 1922 Wiederaufnahme |           |                                         |
| Hermann Freiherr von Stengel                                                             | 1922–1925 | Gesandter                               |
| Hans Gerald Marckwald                                                                    | 1926–1932 | Gesandter und bevollmächtigter Minister |
| Maximilian König                                                                         | 1932–1936 | Gesandter                               |
| Vakanz bis 1938                                                                          |           |                                         |
| Ernst Wendler                                                                            | 1938–1942 | Gesandter                               |
| am 28. Jan. 1942 Abbruch der diplomatischen Beziehungen                                  |           |                                         |

## Bundesrepublik Deutschland
| Name                     | Amtszeit  | Anmerkungen                 |
| ------------------------ | --------- | --------------------------- |
| Werner Gregor            | 1952–1956 | 1952 bis 1954 als Gesandter |
| Paulus von Stolzmann     | 1956–1959 |                             |
| Kajus Köster             | 1960–1963 |                             |
| Karl Günther Motz        | 1963–1967 |                             |
| Karl Alexander Hampe     | 1967–1971 |                             |
| Georg Graf zu Pappenheim | 1971–1973 |                             |
| Ernst August Racky       | 1973–1978 |                             |
| Johannes von Vacano      | 1979–1982 |                             |
| Hellmut Hoff             | 1982–1986 |                             |
| Hermann Saumweber        | 1986–1993 |                             |
| Ekkehard Hallensleben    | 1993–1995 |                             |
| Hans-Ulrich Spohn        | 1995–1997 |                             |
| Joachim Kausch           | 1998–2001 |                             |
| Bernd Sproedt            | 2001–2005 |                             |
| Erich Riedler            | 2005–2009 |                             |
| Philipp Schauer          | 2009–2013 |                             |
| Peter Linder             | 2013–2016 |                             |
| Matthias Sonn            | 2016–2019 |                             |
| Stefan Duppel            | 2019–2022 |                             |
| José Schulz              | seit 2022 |                             |